# Пучнев
Пучнев (пол. Puczniew, нім. Putznau) — село в Польщі, у гміні Лютомерськ Паб'яницького повіту Лодзинського воєводства.
Населення — 295 осіб (2011).
У 1975-1998 роках село належало до Серадзького воєводства.

## Демографія
Демографічна структура станом на 31 березня 2011 року:
|          | Загалом | Допрацездатний вік | Працездатний вік | Постпрацездатний вік |
| -------- | ------- | ------------------ | ---------------- | -------------------- |
| Чоловіки | 144     | 27                 | 91               | 26                   |
| Жінки    | 151     | 24                 | 82               | 45                   |
| Разом    | 295     | 51                 | 173              | 71                   |